# Le Grand Show des enfants
Le Grand Show des enfants est une émission télévisée musicale, présentée par Liane Foly et diffusée à deux reprises sur TF1 en 2010-2011.
Durant l'émission, les enfants revisitaient les grands standards du répertoire français et international des 50 dernières années : les téléspectateurs votent pour la chanson qu'ils ont préférée et non pour son interprète.
La première émission a été diffusée en direct le 30 octobre 2010 et a été suivie par 4 863 000 téléspectateurs. Les parrains étaient Corinne Touzet, Grégoire et Dove Attia. La seconde a été diffusée le 30 avril 2011, toujours en direct. Les parrains étaient Jean-Luc Reichmann, Hélène Ségara et Matt Pokora.

## Participants
- Alexandre Frech (18 ans)
- Arthur Georges (15 ans)
- Aya Ishizaka (14 ans)
- Clément Bousquet (12 ans)
- Damien Lauretta (21 ans)
- Erika Saludo
- Eva Fleischman (14 ans)
- Flora de la Mortière (15 ans)
- Geoffrey Martin-Teyssier (18 ans)
- Hugo Josserand (11 ans)
- Inès Bara (17 ans)
- Jérémy Gangi (18 ans)
- Juliette Merle (13 ans)
- Laetitia Lecomte (14 ans)
- Laura Godeau (12 ans)
- Léo Rispal (13 ans)
- Lorie Collonge
- Madeleine Leaper (15 ans)
- Marie Goudier (17 ans)
- Marina D'Amico (19 ans)
- Marjolaine Trichet (17 ans)
- Maxence Chippaux
- Holly Morgane Dilangu
- Naomie Mackako
- Nastasia Caruge (14 ans)
- Nicolas Motet (13 ans)
- Paul Fremondière (15 ans)
- Robin Ferrier
- Sébastien Francke (15 ans)
- Sonia Ben Ammar (14 ans)
- Valentin Pontier
- Vincent Vaury (15 ans)

À noter que la plupart des plus jeunes chanteurs se sont fait remarquer précédemment dans L'École des stars sur Direct 8. On note la participation de Léo Rispal, qui a sorti par la suite un single avec Gary Fico intitulé Le Même que moi, et de Marina D'Amico finaliste de la deuxième saison d'X Factor et candidate de la troisième saison de The Voice. Madeleine Leaper participe à la Saison 4 de The Voice. Marie Goudier participe à la Saison 6 de The Voice, mais ne sera pas retenue aux auditions à l'aveugle.
Damien Lauretta participa à la dernière saison de Violetta (série télévisée) et sortie un album en 2016.
Juliette, Arthur, Vincent et Sonia ont participé à L'École des fans (France) en 2014.
Laetitia, Laura et Juliette ont participé à The Voice Kids.
Marie a fait partie des Six'co et Léo et Madeleine Pop's Cool.

## Chansons en compétition

### Émission du 30 octobre 2010
- Chanson pour une drôle de vie de Véronique Sanson interprétée par Léo, Juliette et toute la troupe - hors compétition
- Quelques mots d'amour de Michel Berger interprétée par Léo et Marina
- La Java de Broadway de  Michel Sardou  interprétée par Clément, Hugo, Sébastien et Léo
- Requiem pour un fou de Johnny Hallyday interprétée par Vincent et Marjolaine
- Mon vieux de Daniel Guichard interprétée par Arthur - chanson gagnante
- I'll Be There des Jackson 5 interprétée par Marina
- Toi+Moi de Gregoire interprétée par Juliette et Clément
- Le temps qui court de Alain Chamfort interprétée par Léo et toute la troupe
- All by Myself de Céline Dion interprétée par ...
- L'Aziza de Daniel Balavoine interprétée par Clément
- Quand on arrive en ville de Starmania interprétée par Léo, Damien et Jérémy
- Mamma Mia de Abba interprétée par les filles de la troupe
- La Vie en rose de Édith Piaf interprétée par Madeleine

### Émission du 30 avril 2011
- Place des grands hommes de Patrick Bruel interprétée par toute la troupe - hors compétition
- Comme d'habitude de Claude François interprétée par Léo et Inès
- Si j'étais président de Gérard Lenorman interprétée par Clément, Hugo, Vincent et Paul
- Memory de Barbra Streisand interprétée par Madeleine - chanson gagnante
- Le Coup de soleil de Richard Cocciante interprétée par Arthur
- Le Mal-aimé de Claude François interprétée par Clément
- The Show Must Go On de Queen interprétée par Vincent
- Mes emmerdes de Charles Aznavour interprétée par Léo, Hugo et Clément
- Là-bas de Jean-Jacques Goldman interprétée par Marie et Sébastien
- La Déclaration d'amour de France Gall interprétée par Léo et Juliette
- Proud Mary de Tina Turner interprétée par les filles de la troupe
- True Colors de Cyndi Lauper interprétée par Léo et Sonia